# Powiat niski (Galicja)
Powiat niski – dawny powiat kraju koronnego Królestwo Galicji i Lodomerii, istniejący w latach 1867–1918.
Siedzibą c.k. starostwa było Nisko. Powierzchnia powiatu w 1879 roku wynosiła 9,9613 mil kw. (573,17 km²), a ludność 53 326 osób. Powiat liczył 60 osad, zorganizowanych w 41 gmin katastralnych.
Na terenie powiatu działały 2 sądy powiatowe – w Nisku i Ulanowie.

## Starostowie powiatu
- Emil Czerlunczakiewicz (1871)
- Franciszek Kasparides (1877–)[1]
- vacat (1879)
- Andrzej Biesiadzki (1882)
- Stanisław Jakubowicz (1890)
- Adam Eugeniusz Leszczyński (kierownik od ok. 1906[2], starosta od. ok. 1907 do ok. 1908[3])
- Seweryn Dolnicki (przed 1914)

## Komisarze rządowi
- Maciej Kubelka (1871)
- Juliusz Niewiadomski (1879)
- Henryk Marcinkiewicz (1882)